# Odontotrypes purpureiaeneus
Odontotrypes purpureiaeneus là một loài bọ cánh cứng trong họ Geotrupidae. Loài này được Nikolaev miêu tả khoa học năm 1976.